# Bendersville Station-Aspers
Bendersville Station-Aspers es un lugar designado por el censo ubicado en el condado de Adams en el estado estadounidense de Pensilvania. En el año 2000 tenía una población de 250 habitantes y una densidad poblacional de 3725.7 personas por km².

## Geografía
Bendersville Station-Aspers se encuentra ubicado en las coordenadas 39°58′47″N 77°13′34″O / 39.97972, -77.22611.

## Demografía
Según la Oficina del Censo en 2000 los ingresos medios por hogar en la localidad eran de $44 167 y los ingresos medios por familia eran $41 042. Los hombres tenían unos ingresos medios de $20 625 frente a los $28 542 para las mujeres. La renta per cápita para la localidad era de $16 821. Alrededor del 10.7% de la población estaba por debajo del umbral de pobreza.